# Benzaldeide deidrogenasi (NADP+)
La benzaldeide deidrogenasi (NADP+) è un enzima appartenente alla classe delle ossidoreduttasi, che catalizza la seguente reazione:
benzaldeide + NADP+ + H2O ⇄ benzoato + NADPH + 2 H+